# Біосинтез білків
Біоси́нтез (або просто синтез) білкі́в — процес, за допомогою якого клітини будують білки. Термін інколи вживають для посилання винятково на процес трансляції, але частіше він означає багатокроковий процес, що охоплює біосинтез амінокислот, транскрипцію, процесинг (в тому числі сплайсинг), трансляцію та посттрансляційну модифікацію білків. Біосинтез білків, хоча й дуже подібний, дещо відрізняється між представниками трьох доменів життя — еукаріотами, археями та бактеріями.
Під час транскрипції відбувається зчитування генетичної інформації, зашифрованої в молекулах ДНК, і запис цих даних в молекули мРНК. Під час низки послідовних стадій процесингу з мРНК видаляються деякі фрагменти, непотрібні в подальших стадіях (сплайсинг), і відбувається редагування нуклеотидних послідовностей. Після транспортування зрілої молекули мРНК з ядра до рибосом відбувається власне синтез білкових молекул, шляхом приєднання окремих амінокислотних залишків до поліпептидного ланцюжка, що росте. На останній стадії посттрансляційної модифікації відбуваються зміни новосинтезованого білка додаванням небілкових молекул до білка та ковалентними модифікаціями його амінокислот.

## Транскрипція
Транскрипцією називається процес зчитування генетичного коду з молекули ДНК. При цьому на одному з ланцюжків ДНК синтезується одно-ланцюжкова молекула інформаційної або матричної РНК (мРНК) згідно з принципом комплементарності. Послідовність з трьох нуклеотидів в мРНК, відповідна послідовності ДНК, що кодує визначену амінокислоту, називається кодоном. Основну роль в транскрипції грає фермент РНК-полімераза.

## Процесинг

Схематичне зображення ко-транскрипційного процесингу пре-мРНК до зрілої мРНК.
Пол II – РНК-полімераза II; Старт – стартова точка транскрипції; синя хвиляста лінія – синтезована пре-мРНК; ФК – фактори кепування; СКД – C'-кінцевий домен РНК-полімерази II; Зірочки – фермент, що приєднує кеп (mRNA-capping enzyme), та гуаніл-N7-метилтрансфераза; КЗК – кеп-зв'язуючий комплекс (cap binding complex); Сплайсосома; 5'СС, 3'СС – 5' та 3' сплайс сайти; ПТМ – модифікації гістонових хвостів нуклеосоми; Ласо – вирізаний інтрон; ААТААА – сайт поліаденілування; CPSF – фактор, що специфічно розрізає ділянку полі-А (Cleavage-Polyadenylation Specificity Factor), CstF – фактор, що стимулює розрізання (Cleavage stimulation Factor) та ФР – інші фактори розрізання. Докладніше див. процесинг РНК.

Молекулярні механізми, пов'язані з "дозріванням" різних типів РНК називаються процесингом. Процесинг пре-мРНК відбувається безпосередньо під час транскрипції в складі РНК-полімеразного комплексу. Молекула пре-мРНК зазнає низки послідовних редагувань, які забезпечують дозрівання функціонуючої матриці для синтезу поліпротеїнового ланцюжка. З появою процесингу в еукаріотичній клітині стало можливо комбінування екзонів та вилучення інтронів гену для отримання більшої різноманітності білків, що кодуються єдиною послідовністю ДНК.

### Кепування
При утворенні кепу на зрілій мРНК відбувається приєднання до транскрипту 7-метилгуанозину через трифосфатний місток, що сполучає їх в незвичайній позиції 5'-5', а також метилювання рибоз двох перших нуклеотидів. Процес кепування починається ще до закінчення транскрипції молекули пре-мРНК. Функції кеп-групи складаються в регулюванні експорту мРНК з ядра, захисту 5'-кінця транскрипту від екзонуклеаз та зв'язування мРНК з рибосомою в процесі ініціації трансляції.

### Сплайсинг
Пре-мРНК піддається видаленню інтронів. Процес каталізується сплайсосомою і називається сплайсингом.

### Поліаденілювання
Поліаденілювання полягає в приєднанні до 3'-кінця транскрипту від 100 до 200 залишків аденілової кислоти, що здійснюється спеціальним ферментом полі(A)-полімеразою.

## Транспорт мРНК
Тоді як у прокаріотів (бактерій та архей) синтез та процесинг мРНК відбувається в цитоплазмі, в еукаріотів він здійснюється в клітинному ядрі, після чого зріла мРНК повинна транспортуватися до цитоплазми, де знаходяться рибосоми. Цей процес відбувається за допомогою приєднання до мРНК допоміжних білків, експортинів, які проходять крізь ядерні пори та вивільняють мРНК в цитоплазмі.

## Трансляція
Трансляція полягає в синтезі поліпептидного ланцюжка відповідно до інформації, закодованої в матричній РНК. Амінокислотна 

Показ дії рибосоми як біологічної машини, яка виконує трансляцію на наномасштабі. Рибосома рухається вздовж молекули мРНК, в тому числі зрілої тРНК та утворює поліпептидний ланцюг.

послідовність шифрується за допомогою транспортних РНК (тРНК), які утворюють з амінокислотами комплекси — аміноацил-тРНК. Кожній амінокислоті відповідає своя тРНК, що має відповідний антикодон, «відповідний» до кодону мРНК. Під час трансляції рибосома рухається уподовж мРНК, у міру цього нарощується поліпептидний ланцюжок. Енергією, біосинтез білка забезпечується за рахунок АТФ.
Готова білкова молекула потім відщеплюється від рибосоми і доправляється в потрібне місце клітини. Тоді як цитоплазматичні білки рухаються за допомогою дифузії та молекулярних моторів, мембранні білки, білки органел та білки позначені для секреції синтезуються на мембранах клітини (у разі еукаріотів на мембранах ендоплазматичного ретикулуму), одразу проходять вбудовану мембрану та направляються до відповідної органели або секретуються відповідно до сигнальної послідовності у складі білка (яка зазвичай, видаляється після цього за допомогою протеолітичних ферментів).

## Посттрансляційна модифікація
Для досягнення свого активного стану деякі білки потребують додаткової посттрансляційної модифікації. Ці модифікації здатні значно розширити різноманітність можливих білків, надаючи їм нові властивості. Прикладами пост-трансляційних модифікацій служать приєднання різних функціональних груп, приєднання ліпідів і вуглеводнів, зміна стандартних амінокислот на нестандартні (наприклад, утворення цитруліну), структурні зміни (наприклад, утворення дисульфідних містків між цистеїнами), видалення частини білка як на початку (сигнальна послідовність, старт-кодон), так і в окремих випадках всередині.